# ASUS Eee PC

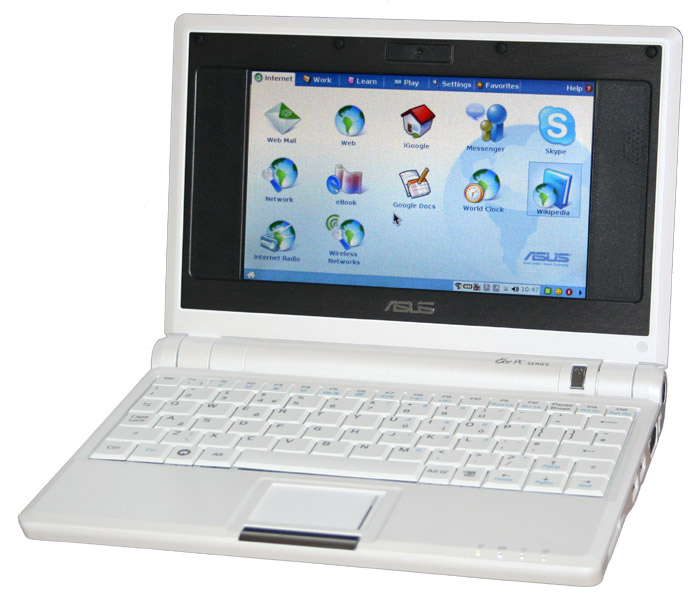
Eee PC 701

La Eee PC es una línea de netbooks diseñada por ASUS. Fue presentado en Taipéi, el 5 de junio de 2007, en la feria Computex.
La empresa Asus fue la primera en desarrollar esta nueva gama de computadora. Ha lanzado al mercador diferentes modelos que varían en tamaño y prestaciones, entre ellos el Eee PC 701 (primera Eee PC en salir al mercado), el Eee PC 901, el Eee PC 900 y el Eee PC 1000. Las últimas incorporaciones son los modelos Eee PC 1004 (con unidad de disco DVD) y Recientemente el Eee PC 1005 "Seashell" (Diseño de concha de mar), Además del Eee PC 1008 (con un tamaño más contenido y ligero).
Según Asus, las tres "Es" significan Easy to learn, work, play; Excellent Internet experience and Exciting multimedia enjoyment (fácil para aprender, trabajar, jugar, excelente experiencia en Internet y emocionante disfrute multimedia).

## Historia
El proyecto de Nicholas Negroponte, el OLPC, un portátil para cada niño, ha creado un mercado de computadoras portátiles baratas. Esta competencia de ofertas y precios que empieza a mostrarse en el mercado, podría terminar beneficiando a todos los posibles usuarios de una computadora. Asus e Intel colaboraron juntos en este proyecto. El Eee PC es el resultado de numerosas negociaciones entre diferentes fabricantes de componentes electrónicos e informáticos.

## Descripción del producto
El Asus Eee PC 701 pesa aproximadamente 890 gramos y tiene una pantalla de 7 pulgadas.
Viene con un procesador Intel, chipset y controlador gráfico integrados, los tres de Intel. La Eee 701 PC tiene 512 MB de memoria RAM DDR2-400 y una unidad de estado sólido de 4GB.
En la parte de telecomunicaciones y conectividad, posee una conexión Ethernet LAN, tarjeta inalámbrica de 802.11b/g, y un módem de 56 K, mientras que para el audio y vídeo tiene una cámara web de 0,3 megapixels y micrófono integrado. El Eee PC tiene 3 puertos USB 2.0, salida VGA, y un lector de tarjetas de memoria. 
Si bien inicialmente se afirmaba que la mejor parte de la Eee PC era su precio, que según su fabricante sería desde $200 en los Estados Unidos, desde entonces ha sido elevado hasta los $245. Sin embargo algunos sostienen que el precio en dólares en Europa es incierto, ya que los cambios "dólar-euro" que practican este tipo de compañías no suele emplear el cambio en mercado y suele ser "dólar=euro" o "dólar=libra". Hacia finales de 2008 su precio en grandes tiendas europeas estaba en torno a los 175€.

### Características Técnicas
- CPU: Intel Celeron M353 ULV, 900 MHz, 90 nm, 512 KiB de caché L2, Bus de 400 MHz
- RAM: 512 MiB DDR2-533/667 (701)
- Almacenamiento: 2/ 4/ 8/ 16/GiB SSD internos, ranura Secure Digital
- Pantalla: 7 pulgadas TFT retroiluminada, con una resolución de 800×480.
- GPU: Intel GMA 900 integrada en el chipset, con arquitectura de memoria compartida. Mediante monitor externo, por el puerto VGA, alcanza una resolución de 1600×1280.
- Chipset: Intel 915G/910
- Sistema Operativo: Linux Xandros especialmente modificado para ASUS, XP Home Edition (incluye DVD con los controladores para WinXP)
- Comunicaciones: 10/100 Mbit/s Ethernet
- WLAN: WiFi Atheros 802.11b/g
- Tarjeta Gráfica: Mobile Intel 910GMLE Express Chipset for Embedded Computing (Dynamic Video Memory; hasta 128 MiB del sistema)
- Webcam: videocámara de 300K píxel
- Audio: Hi-Definition Audio códec; con altavoces estéreo y con micrófono
- Vida de la batería: 3 h (4 celdas: 5200 mAh, 2S2P)
- Dimensiones: 225 x 165 x 21~35 mm
- Peso: 890 gramos

## Problemas
Bastantes usuarios del modelo EeePC 900 han notado que la batería se autodescarga a una velocidad de 10% por día, cuando el portátil está completamente apagado. Esta situación causa que el EeePC 900 se descargue completamente en 9 días sin uso, lo que limita severamente su utilidad como ordenador portátil. La única solución hasta el momento es quitar la batería cuando el portátil no esté en uso. Incluso en estado suspendido, un Celeron Eee (700, 900) puede descargarse a una velocidad de 5% por hora, impidiendo su uso intermitente durante más de un día.
Muchos usuarios también tienen el problema de que al encender el portátil, aparece la pantalla de inicio con el logo de ASUS y el mensaje: "press F2 to run Setup, Press TAB to display BIOS POST Message". Al presionar F2 aparece la misma pantalla en negro con el POST que saldría presionando TAB, en lugar de aparecer el menú "setup" de la BIOS correspondiente, haciendo inutilizable el portátil. No se ha encontrado solución a este defecto de fabricación.

## Sistema Operativo
Asus ha elegido la distribución de Linux Xandros, las aplicaciones de oficina OpenOffice.org y Firefox como navegador. Esto ayuda a mantener el bajo costo y permite además iniciar el sistema en aproximadamente 15 segundos.
Adicionalmente se han creado distribuciones específicas de Linux para el Eee PC con todos los drivers necesitados como eeebuntu, una modificación de ubuntu.
La interfaz del EeePC usa pestañas para la navegación. El Asus Launcher, tiene pestañas con las siguientes etiquetas: Internet, Work (trabajar), Learn (aprender), Play (jugar), Settings (preferencias) y Favorites (favoritos), las cuales contienen iconos para lanzar los programas o directamente las páginas web.
El software ha sido desarrollado para la OLPC. Tiene secciones bajo GPL y otras bajo licencia MIT.